# Царникавская волость
Ца́рникавская волость (латыш. Carnikavas pagasts) — административно-территориальная единица Адажского края в центральной части Латвии, в историко-культурной области Видземе. Центр волости — село Царникава.
Образована указом Кабинета министров 26 марта 2006 года как Царникавский край.
В 2021 году в результате новой административно-территориальной реформы Царникавский край был преобразован в Царникавскую волость, которая вошла в состав Адажского края.
Граничит: на юго-западе — с Ригой, на юге с Ропажским краем, на востоке с Адажской волостью, на северо-востоке — с Саулкрастским краем. С севера территория волости омывается водами Рижского залива (Балтийское море).
Крупнейшие населённые пункты: Царникава (административный центр), Калнгале, Гарциемс, Гарупе, Гауя, Лиласте, Сигули.
На территории волости располагается Приморский природный парк, образованный в 1962 году. Парк обилен характерными приморскими дюнными грядами, параболическими дюнами и присущими таким местам природными биотопами. Ландшафт холмисто-болотный.

## Национальный состав
Национальный состав населения края по итогам переписи населения Латвии 2011 года:
| Национальность | Численность, чел. (2011) | %        |
| -------------- | ------------------------ | -------- |
| Латыши         | 4514                     | 67,25 %  |
| Русские        | 1478                     | 22,02 %  |
| Белорусы       | 228                      | 3,40 %   |
| Украинцы       | 162                      | 2,41 %   |
| Поляки         | 102                      | 1,52 %   |
| Литовцы        | 55                       | 0,82 %   |
| Другие         | 173                      | 2,58 %   |
| всего          | 6712                     | 100,00 % |

## Галерея
- Железнодорожная станция в Царникаве
- Сосновый лес в Гарупе
- Улица Айзвею в Гарциемсе
- Рижский залив и дюны в Калнгале
- Речная минога